# NGC 5525
NGC 5525 је лентикуларна галаксија у сазвежђу Волар која се налази на NGC листи објеката дубоког неба.
Деклинација објекта је + 14° 16' 56" а ректасцензија 14h 15m 39,2s. Привидна величина (магнитуда) објекта NGC 5525 износи 12,8 а фотографска магнитуда 13,8. NGC 5525 је још познат и под ознакама UGC 9124, MCG 3-36-96, CGCG 103-132, PGC 50946.